# BSゼルダの伝説
『BSゼルダの伝説』（ビーエスゼルダのでんせつ）は、任天堂とセント・ギガがサテラビュー用番組として制作し、1995年8月
に放送したラジオ番組連動型アクションアドベンチャーゲームである。ゼルダの伝説シリーズの外伝作品にあたる。
1997年3月末から4月には『BSゼルダの伝説 古代の石盤』（ビーエスゼルダのでんせつ いにしえのせきばん）も放送された。両作品ともこの項目で解説する。 

## 概要
『BSゼルダの伝説』は1995年8月に「音声連動ゲーム」の初作品として、『BSゼルダの伝説 古代の石盤』は1997年3月末から4月にかけ、音声連動ゲームより改称した「サウンドリンクゲーム」の1作として各々4話放送された。サウンドリンクゲームとは、決められた日時の1時間にラジオ番組とデータ放送によるゲームソフトを同時放送し、その放送時間内のみプレイ可能という時間制限つきのコンピュータゲームである。
プレイヤーの目的は「ゼルダタイム」と呼ばれる制限時間内でプレイヤーキャラクターを操作し、ラジオ放送によるゲームミュージック、ナレーターのヒント、導き手の老人やゼルダ姫などハイラルの人々によって繰り広げられるラジオドラマを聴きながら、各地の迷宮を探索してアイテムを集めていきハイラルを救うことである。ラジオドラマの状況やキャラクターのセリフによって、ゲーム上のマップにアイテムが現れたり、プレイヤーに一定時間有利もしくは不利なことが起きるなど、限られた放送時間内に多くのイベントが組み込まれ、ゲームの進行を盛り上げた。
特筆すべき作品の特徴としてゲームの主人公が挙げられる。いずれの作品とも主人公はリンクではなく「危機に瀕したハイラルに招かれたサテラビュープレイヤー」とされ、ゲーム上におけるキャラクターはサテラビューの受信用カセット「BS-X」にあらかじめ登録していた性別によって「白い野球帽を後ろ被りにした少年」もしくは「ポニーテールの髪型をした赤毛の少女」の姿で表示された。
放送は1回あたり60分となるがゲームソフトの受信や成績発表も時間内に行うため、実際にプレイヤーが操作できる時間は1回あたり50分程度となる。放送時間内や2話以降からの途中参加も可能とされており操作時間はさらに減少する場合もある。ゲーム中プレイヤーのライフがなくなりゲームオーバーになっても直後に再スタートし、制限時間まで引き続きプレイできる。
各話放送後は迷宮やイベントのクリア状況、失ったライフ、入手したルピー（お金）の数など、それまでのプレイ内容を総合した成績発表が行われる。『BSゼルダの伝説』では最終話となる第4話終了後、『古代の石盤』では各話ごとに成績を暗号化したパスワードが発行される。これをハガキやファックスでセント・ギガに送信すると後日データ放送番組にて成績順位発表が行われる。初回放送時には成績上位者にサテラビュー専用記憶メモリの8Mメモリーパックが進呈された。
サウンドリンクゲームの放送は1999年5月の『古代の石盤』再放送をもって終了し、さらにサテラビューのデータ放送サービスも2000年6月に終了した。いずれの作品とも公式には移植やリメイクはされていない。

## BSゼルダの伝説
サテラビュー向けに放送されていたラジオ連動番組枠「夏休みの王様」の特別番組として、さらには「音声連動ゲーム」の第1作として、1995年8月の毎週日曜18時に1話ずつ、全4話放送された。再放送は9月から11月にかけて3周実施した。
シリーズ1作目であるディスクシステム版『ゼルダの伝説』のスーパーファミコン向けリメイク作となる。画質の向上に加え、フォントには英数字とカタカナのほか、ひらがなと少数の漢字も追加した。さらにマップを一新し、限られた放送時間内にクリアできるよう難易度の緩和を施した。ディスクシステム版では16×8区画（128区画）だったフィールドマップはBSゼルダでは8×8区画（64区画）に縮小され、迷宮の数は9つから8つに減り、迷宮内では一方通行など時間を浪費させるのみの仕掛けは大幅に削除されている。操作方法にも改善が加えられ、サブ画面へ移行することなくL・Rボタンにより手持ちのアイテムを選択できる。
プレイヤーは4話の制限時間内で各地にある8つの迷宮を探索しトライフォースの断片を集め、最後にはガノンを討伐しなければならない。第1話ではフィールドマップの移動範囲に制限があり、立ち入ることのできる迷宮もレベル1・2のみとなる。話数を経るごとに移動範囲は拡大され探索可能な迷宮も2つずつ増えていく。第1-3話の終了後、入手したトライフォース片やアイテムなどの情報は「BS-X」カセットにセーブされ次回へ持ち越される。全話通したゲームプレイを前提としており、第4話のみで8つ全てのトライフォース片を集めガノンを倒すことは難しい。
音声放送とデータ放送を融合させ、日本各地のプレイヤーを複数同時参加させるゲーム大会という新しい試みは、サテラビューユーザーの好評を得ることとなり、1995-1996年の年末年始には新作『BSゼルダの伝説 MAP2』（ビーエスゼルダのでんせつ マップツー）が放送された。ラジオ音声はそのままにゲームのマップ構成を変更した「裏BSゼルダ」といえる作品である。年末年始特番として8日間にかけ4話を2日ずつ連続放送したがラジオ音声やゲーム内における「今週」「来週」などの表現は変更されていない。MAP2の再放送は1996年3月と1997年年始に実施された。
最終回となる第4話終了後にはガノンの討伐有無によらずスタッフロールを見ることができる。しかしゲーム・ラジオのいずれにもエピローグにあたる演出表現はない。ゲーム上にリンクは登場しないものの、ゲーム開始前の受信待機画面やゲーム終了後の告知画面、スタッフロールでは、リンクによる冒険を描いた多数のイラスト画像を見ることができた。

### ドラマキャスト
ドラマパートは東京俳優生活協同組合が全面的に協力している。
ほこらの老人（声優：加藤精三）
ゲーム開始時にプレイヤーへ剣を授ける。ゲーム中は自身の力や書物から得た術を用い、プレイヤーを有利にする様々な現象を起こす。特に重要なセリフでは「耳をすませ」の画面表示とともにゲームが一時停止する。
第4話のゲーム終了後はランキングイベントの説明を行うのみで、ハイラルのその後を語ることはない。
ナレーション（声優：小林清志）
各話ラジオ冒頭でハイラルの神話と封印戦争、本作のプロローグを紹介する。ゲーム中は操作や進行方法のほか、プレイヤーが見逃しがちなヒントや老人の手助けをより一般的な表現で説明する。
ゼルダ姫（声優：藤沢直美）
各話ラジオ冒頭のプロローグに声のみ登場。内容は地下牢より助けを求めるメッセージをプレイヤーへ発するもの。ゲーム上ではガノン討伐後にその姿を見ることができる。プロローグやゲーム上のグラフィックなど設定は『神々のトライフォース』と類似する。ラジオ放送のBGMにはSEとして姫の悲鳴も挿入された。
魔王ガノン（声優：不明）
劇中では一貫して「魔王」と呼ばれる。第4話になるとゲームフィールド上のオクタロックをタートナックに替える、プレイヤーの入手していない上位の剣や指輪（ブルーリング・レッドリング）を奪い去り入手不可にしてしまうなど、本格的な妨害を行う。

### スタッフ
- シナリオ&音声放送コーディネイター：菱田達也
- デザイナー：町田敏、古村隆充、小田部羊一、西川佳考、野上恒
- プログラマー
  - BSシステム：中嶋健之、力石求、古川正人、松本賢治、岸晃市
  - ゲームプログラム：福島康成、佐々木誠、住吉伸啓、樽角真澄
  - マップシステム：小金沢信人、石川幹洋、堀田拓司
- SFCサウンド：中塚章人、尾崎裕一
- オリジナルゲームデザイン：宮本茂、手塚卓志
- スペシャルサンクス：中郷俊彦、山辺静雄、谷口和彦、佐野明弘、増山巌
- プロデューサー：薬師寺文佳 (St.GIGA)、大和聡
- 音声放送ディレクター：板倉洋行 (St.GIGA)
- ゲームディレクター：清水隆雄
- 制作・著作：任天堂、St.GIGA

### 広告
1995年9月放送分はサテラビューのマスコットキャラクター「パラ坊」「サテ坊」をメインに据えた雑誌広告が実施された。トライフォースの上に立ち剣と盾を携えたパラ坊、彼に魔法を掛けている妖精、その後ろにカギを掲げたサテ坊の構図が3DGCで描かれた。
| セント・ギガ 日曜日 18:00 - 19:00 スーパーファミコンアワー                                                                          | セント・ギガ 日曜日 18:00 - 19:00 スーパーファミコンアワー | セント・ギガ 日曜日 18:00 - 19:00 スーパーファミコンアワー                                                             |
| 前番組 | 番組名                                                     | 次番組 |
| --- | ---------------------------------------------------------- | --- |
| 夏休みの王様 ゲームスペシャル | BSゼルダの伝説 (1995年8月6日 - 8月27日)                    | BSゼルダの伝説 再放送 （日曜日 - 金曜日） - 音声連動ゲーム枠を新設・曜日拡大                                           |
| セント・ギガ 日曜日 - 土曜日 18:00 - 19:00 スーパーファミコンアワー 音声連動ゲーム枠                                                |                                                            | |
| BSモノポリー講座 ボードウォークへの道 （日曜日 - 火曜日）ナグザットカップ Satellaview Bass Tournament BIG FIGHT （水曜日 - 土曜日） | BSゼルダの伝説 MAP2 （1995年12月30日 - 1996年1月6日）      | BSマーヴェラス タイムアスレチック （日曜日 - 水曜日） BSモノポリー講座 ボードウォークへの道 再放送 （木曜日 - 土曜日） |

## BSゼルダの伝説 古代の石盤
1997年3月30日から4月26日の4週にかけ全4話を1週ずつ放送。『神々のトライフォース』の改変作品であり、その6年後の世界を舞台としている。1997年6月、1998年11月末-12月、1999年5月にも再放送された。ランキングの集計と成績上位者へのプレゼントは初回放送時のみ実施された。
プレイ環境自体にも前作からの改良が加えられており、高額のルピーを必要とするが特殊な薬や一時的な剣の強化などの救済措置の充実。それ等に必要なルピーを大量に獲得できる、もぐら人間の掘り当てた「宝の穴」など放送を1回見逃した程度ならば挽回できる難易度調整となっている。
第4話でガノンを討伐するとゼルダ姫やアジナの語りとともに展開されるエンディングを見ることができる。一方、討伐できなかった場合には時間切れを告げる魔法屋の魔女の文章とともにプレイヤーが倒れたままの映像が表示され、バッドエンドとなる。
本作の事前操作練習を兼ねた番組として、1997年3月2日より『神々のトライフォース』がゲームベストセレクションの1作として初放送された。1991年に市販された製品版と同内容だが、1回の受信につき5回の起動制限があり、セーブ機能は利用できない。

### ドラマキャスト
ドラマパートは青二プロダクションが全面的に協力している。
ゼルダ（声優：國府田マリ子）
ハイラル王国の姫で七賢者の血を引く一人。リンクが旅に出た6年後、再びハイラルに迫る不吉な気配を感じ取り行動する。その最中ハイラルに召喚されたプレイヤーをアジナとともに発見する。
放送回によってはプレイヤーと共にフィールドやダンジョン内を行動する展開もある。
アジナ（声優：矢田耕司）
カカリコ村長老サハスラーラの弟にあたる緑衣の老賢者。前作『神々のトライフォース』で隠れ住んでいた「あやしの砂漠」のほら穴を出て、各話ごと異なる拠点の建物内で待機している。
ゲーム上では第2話以降、以前の放送でプレイヤーが入手したアイテム・装備品の受け渡しも担う。
ラジオドラマでは全編にわたりプレイヤーの指示役を務める。第1話と第2話終盤ではお金を増やすミニゲーム屋の開店を知ると執拗に行きたがる。しかし第3話と第4話ではゼルダ姫や兵士の口止めにより開店を知ることはできなかった。
占い師（声優：高戸靖広）
アジナの呼びかけに応じてハイラル各地で発生している現象をプレイヤーに対してその都度教える。
第1話では前作でサハスラーラが隠れ住んでいた東のほこらにアジナと共に待機している。また各地に点在する占い屋の建物内でルピーを支払うとライフを全回復し、次に進むべき場所のヒントを具体的に教える。
兵士（声優：遠藤守哉）
ハイラル城の兵士。プレイヤーがハイラルに召喚された同時刻に各地で発生した魔物の大群に襲われる。兵団は壊滅に追い込まれるがゼルダ姫に状況を報告し姫の行動を支える。
各地に配属されておりそれぞれ別人だがラジオドラマの担当声優は共通である。
ナレーション（声優：磯部弘）
各話ラジオ冒頭で『神々のトライフォース』のあらすじと本作のプロローグを紹介する。ゲーム中は操作や進行方法のほか、プレイヤーが見逃しがちなヒント、アジナと占い師による手助けの効果をより一般的な表現で説明する。
魔王ガノン
6年前にリンクに倒された魔王。肉体が滅びてなおその「気」（執念）が、拠点であった「ガノンの塔」に闇の世界の残滓と共に残り続けており、自らの復活と世界を移動する力を得るためにプレイヤーの体を狙う。

### スタッフ
- プロデューサー：大和聡、薬師寺文佳
- 制作スタッフ：小金沢信人、松原祥、西山達夫、野本佳裕、土山芳紀、尾崎裕一、井沢圭子、伊藤英明、内海克己
- 監修：手塚卓志、菱田達也
- 協力：スーパーマリオクラブ、SFCゼルダの伝説制作スタッフ
- 企画 制作：任天堂、St.GIGA

### ドラマ内使用楽曲
スーパーファミコンPCM音源の進化版として生音による楽曲をリアルタイムゲーム内で使用する試みが行われたが、実際には使用されている音の９割は打ち込みによるものだった。
作曲・制作（阿部健太郎）
| セント・ギガ 日曜日 - 土曜日 19:00 - 20:00                        | セント・ギガ 日曜日 - 土曜日 19:00 - 20:00                                                                            | セント・ギガ 日曜日 - 土曜日 19:00 - 20:00               |
| 前番組                                                            | 番組名 | 次番組                                                   |
| ----------------------------------------------------------------- | --- | -------------------------------------------------------- |
| 有料放送枠・不明                                                  | BSゼルダの伝説 古代の石盤 （1997年3月30日 - 4月26日） - 当番組よりスーパーファミコンアワー サウンドリンクゲーム新作枠 | 第2回 BSサテラビュー杯 バス釣りNo.1 春の全国トーナメント |
| セント・ギガ スーパーファミコンアワー サウンドリンクゲーム 新作枠 | |                                                          |
| BSイーハトーヴォ物語 - 日曜日 - 金曜日 18:00 - 19:00              | BSゼルダの伝説 古代の石盤                                                                                             | 第2回 BSサテラビュー杯 バス釣りNo.1 春の全国トーナメント |